# TOUR THE KIDS
「TOUR THE KIDS」（ツアー・ザ・キッズ）は、日本のロックバンドSuchmosによる3度目の全国コンサートツアー。彼らの2枚目のスタジオ・アルバム「THE KIDS」を携えて、2017年3月から4月にかけて行われた。全国15カ所18公演で、前半7公演はOKAMOTO'S、GRAPEVINE、D.A.N.、Yogee New Wavesなどのゲストアーティストを迎える対バンライブで行われる。

## 背景
Suchmosは2016年12月10日に神奈川県・大磯ロングビーチで開催したドライブインシアターにて1年6か月ぶりとなる2枚目のスタジオ・アルバム「THE KIDS」の発売が発表された。2017年1月11日、アルバムのリード曲「A.G.I.T.」のミュージックビデオの公開と同時に、アルバムを携えた全国ツアーの発表が行われた。同年2月13日、全公演ソールドアウトに伴い追加公演の発表が行われた。それは「"TOUR THE KIDS" EXTRA SHOW」と銘打たれ、4月26日と4月27日に東京都・新木場STUDIO COASTで開催される。

## 日程
- 出典：[4][3]

| 日            | 場所           | 会場                      | ゲスト          |
| ------------- | -------------- | ------------------------- | --------------- |
| 2017年3月2日  | 神奈川県横浜市 | Club Lizard Yokohama      |                 |
| 2017年3月5日  | 静岡県浜松市   | 浜松Live House 窓枠       | GRAPEVINE       |
| 2017年3月8日  | 栃木県宇都宮市 | HEAVEN'S ROCK 宇都宮 VJ-2 | Yogee New Waves |
| 2017年3月10日 | 京都府京都市   | KYOTO MUSE                | D.A.N.          |
| 2017年3月11日 | 岡山県岡山市   | YEBISU YA PRO             | D.A.N.          |
| 2017年3月15日 | 群馬県高崎市   | club FLEEZ                | GRAPEVINE       |
| 2017年3月17日 | 新潟県新潟市   | NIIGATA LOTS              | OKAMOTO'S       |
| 2017年3月18日 | 石川県金沢市   | 金沢 Eight Hall           | OKAMOTO'S       |
| 2017年3月26日 | 北海道札幌市   | PENNY LANE24              |                 |
| 2017年4月1日  | 宮城県仙台市   | Rensa                     |                 |
| 2017年4月7日  | 広島県広島市   | 広島CLUB QUATTRO          |                 |
| 2017年4月9日  | 福岡県福岡市   | BEAT STATION              |                 |
| 2017年4月13日 | 大阪府大阪市   | 大阪 なんば Hatch         |                 |
| 2017年4月15日 | 大阪府大阪市   | 大阪 なんば Hatch         |                 |
| 2017年4月16日 | 愛知県名古屋市 | DIAMOND HALL              |                 |
| 2017年4月18日 | 愛知県名古屋市 | DIAMOND HALL              |                 |
| 2017年4月22日 | 東京都渋谷区   | 恵比寿 The Garden Hall    |                 |
| 2017年4月23日 | 東京都渋谷区   | 恵比寿 The Garden Hall    |                 |
| 追加公演      |                |                           |                 |
| 2017年4月26日 | 東京都江東区   | 新木場STUDIO COAST        |                 |
| 2017年4月27日 | 東京都江東区   | 新木場STUDIO COAST        |                 |